# Conducció (transport)
Una conducció, en projectes i obres d'enginyeria civil, és un conjunt d'unitats de paral·lelepípedes o cilíndriques buides que unides constitueixen una instal·lació lineal o una xarxa per al transport i la distribució d'un fluid o de partícules sòlides de diàmetre i abrasibilitat adients.
Els termes conducció i conducte sovint es fan servir com a sinònims.